# 楊寧 (明朝)
楊寧（1400年—1458年），字彥謐，直隸歙縣人。明朝政治人物。

## 生平
永乐十五年（1417年）丁酉科舉人，宣德五年（1430年）庚戌科進士，授刑部主事，善交权贵。正統初年，隨尚書魏源宣撫大同等地。時王振把持朝政，正統四年（1439年）隨都督吳亮征討麓川（今云南省瑞丽市）土司思任發。正统六年（1441年）再随兵部尚书王驥征讨思任發，以功升刑部右侍郎。歷任江西巡撫、禮部尚書。後以足疾改南京刑部尚书，正统七年為御史莊升所劾，明英宗復辟，被迫致仕。一年後去世。卒祀乡贤祠。

## 家族
父杨昇，考中洪武二十九年（1396年）乡试，官徽州府学教授，故入籍徽州。
弟杨宜，正统十三年（1448）进士，广东按察司副使。
后人杨光先，明末清初时，曾任清钦天监监正。